# Noyalo
Noyalo foi uma comuna francesa na região administrativa da Bretanha, no departamento Morbihan. Estendia-se por uma área de 4,94 km². Em 2010 a comuna tinha 777 habitantes (densidade: 157,3 hab./km²).
Em 1 de janeiro de 2016, passou a formar parte da comuna de Theix-Noyalo.